# 寬體指蝦蛄
寬體指蝦蛄（学名：Gonodactylus platysoma）为指蝦蛄科指蝦蛄屬下的一个种。